# О пользе алкоголизма
«О по́льзе алкоголи́зма» — сатирический фельетон русского советского писателя Михаила Булгакова, впервые опубликованный в газете «Гудок» 15 апреля 1925 года. Писатель устроился на работу в издание работников железной дороги в 1923 году и проработал в нём до ноября 1926 года. За этот период Булгаков создал для газеты более 120 фельетонов. Многие из них, как и «О пользе алкоголизма», посвящены обличению пьянства. По сюжету фельетона кандидат в местком явился на собрание сильно пьяным. Члены профсоюза потребовали его выгнать, но красноречивый председатель сумел убедить их в том, что алкоголизм является социальным недугом и это не должно быть препятствием для службы. После этого известного пьяницу выбрали в местком. Рассказ насыщен литературными аллюзиями, пословицами и поговорками, авторской иронией и сатирой над советской действительностью.

## Сюжет
В «прологе» рассказа приводится выдержка из письма рабкора 2619: «На собрании по перевыборам месткома на ст. Н. член союза Микула явился вдребезги пьяный. Рабочая масса кричала „Недопустимо!“, но председатель уч-ка выступил с защитой Микулы, объяснив, что пьянство — социальная болезнь и что можно выбирать и выпивая, в состав месткома».
На собрание по выборам в местком (местный комитет профсоюзной организации) претендент Микула явился сильно пьяным. Присутствующие отреагировали бурно, потребовав прогнать алкоголика. Однако председатель собрания предложил не торопиться с выводами. Согласившись с рабочими, что претендент действительно пьян, председатель задал им вопрос, что же стало причиной произошедшего. В ответ он услышал, что у Микулы именины, но глава собрания возразил, что это не главное. По его убеждению, Микула тяжело болен, так как пьянство это — «социальная болезнь», близкая по характеру к чуме, холере, сифилису и т. д. Оратор объяснил, что исторические корни алкоголизма восходят ещё к князю Владимиру. Своё прозвище — «Красное Солнышко» — тот получил именно за пристрастие к спиртному. Ему принадлежит высказывание «Наше веселие есть пити!». Любовь к алкоголю привела его к смерти: он умер в пьяном угаре от водки. Историки подхватили почин князя, продолжил свою лекцию выступающий, и тоже стали выпивать «по малости», при этом выкрикивая: «Пьян, да умён — два угодья в нём!». С тех пор алкоголизм приобрёл массовый характер и культивировался в «буржуазном» обществе «900 лет подряд», причём пили все — как говорится, от мала да велика.
Выступающий привёл ещё ряд примеров, приписав писателю «буржуазного периода» Ивану Тургеневу высказывание «Пей, да дело разумей». После этого в народной среде появился целый ряд пословиц и поговорок, оправдывающих алкоголизм. Крайне заинтересованные члены профсоюза поддержали доклад дополнив примеры своим: «Чай не водка, много не выпьешь!». Председатель стал продолжать и так убедительно, что пять человек сбежали с собрания в пивную — пока она не закрылась. Он сослался ещё на авторитет Михаила Ломоносова, который «в высшей степени любил поставить банку», однако это не помешало ему стать великим учёным и «товарищем», за что ему даже установили памятник на Моховой улице в Москве. Председатель заявил, что он мог привести ещё ряд примеров в том же духе, но своё выступление заканчивает и предлагает проголосовать. На этом описание собрания заканчивается. Заканчивается фельетон «эпилогом», где цитируется письмо того же рабкора 2619: «…рабочие массы выбрали в кандидаты месткома известного алкоголика, и на другой же день он сидел пьяный, как дым, на перроне и потешал зевак анекдотами, рассказывая, что разрешено пить лишь бы не было вреда».

## Создание

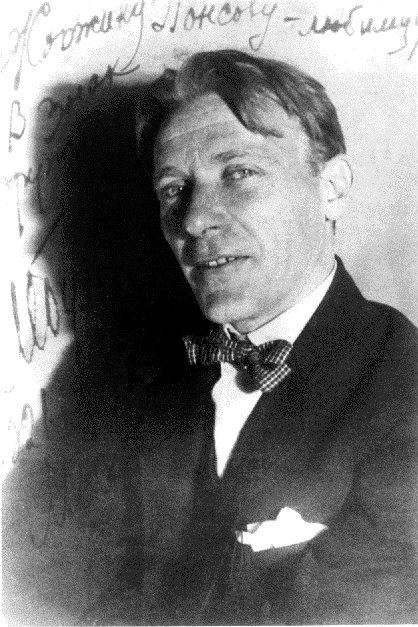
Михаил Булгаков, 1926

Михаил Булгаков переехал в Москву в конце сентября 1921 года, где сменил несколько мест работы. В феврале 1922 года был напечатан его репортаж в газете «Правда», но недостаточно политически «выдержанная» статья не позволила ему там закрепиться. Писатель начал сотрудничать с несколькими изданиями. Во второй половине февраля его приняли на должность репортёра в недавно открытую газету «Рабочий» («Рабочая газета»), где он проработал два года до трудоустройства в издание профсоюза рабочих железнодорожного транспорта «Гудок». Там с февраля 1923 года Булгаков работал литобработчиком писем (редактором, перерабатывающим поступившие материалы), рабкором (от рабочий корреспондент — нештатный корреспондент печатного издания из рабочей среды), а позднее стал штатным фельетонистом. Писал он сатирические рассказы быстро, о чём поведал в неоконченной автобиографической повести «Тайному другу» (первая публикация в 1987 году): «…Сочинение фельетона строк в семьдесят пять — сто занимало у меня, включая сюда курение и посвистывание, от 18 до 22 минут. Переписка его на машинке, включая сюда и хихиканье с машинисткой, — 8 минут. Словом, в полчаса всё заканчивалось…». 10 ноября 1926 года появился его последний фельетон в «Гудке» — «Микробы». Отказаться от нелюбимого места, затрудняющего серьёзное творчество, позволили такие успешные театральные постановки как «Дни Турбиных» и «Зойкина квартира», а также другие литературные заработки. В общей сложности для «Гудка» он создал более ста двадцати фельетонов.  
Алкоголь занимал важное место в жизни и творчестве Булгакова и играл главную роль во множестве его произведений. На протяжении жизни его алкогольные предпочтения менялись; сохранились сведения о его вкусах, в разные годы это была водка, вино, шампанское, пиво, настойки и другие напитки. Переехав в Москву он пристрастился к пиву, о чём в дневнике «Под пятой» (Мой дневник 1923—1925), описывая события лета 1923 года, писал: «Жизнь идёт по-прежнему сумбурная, быстрая, кошмарная. К сожалению, я трачу много денег на выпивки. Сотрудники „Гудка“ пьют много. Сегодня опять пиво». Литературные произведения Булгакова насыщены сценами употребления алкоголя, это в полной мере касается и его фельетонов. Среди последних исследователи выделяют: «Самогонное озеро», «Звуки польки неземной», «Праздник с сифилисом», «Библифетчик», «Три вида свинства», «О пользе алкоголизма», «Работа достигает 30 градусов», «При исполнении святых обязанностей», «По поводу битья жён», «Страдалец папаша», «Вода жизни», «Пьяный паровоз», «Коллекция гнилых фактов», «Белая горячка», «Под мухой», «Не свыше». Но писатель не считал алкоголизм чем-то хорошим — литературовед Виктор Петелин отмечал, что в своём творчестве Михаил Афанасьевич «беспощадно и гневно обрушивался на пьянство и алкоголизм как одно из вреднейших и разрушительных зол нового общества, мешающих нормальной жизни». 
В основном булгаковские фельетоны по требованию редакции «Гудка» основывались на «письмах с мест», которые писатель творчески перерабатывал. Антиалкогольный сатирический фельетон «О пользе алкоголизма», как и многие другие, начинался с отрывка из сообщения рабкора, помещённого в эпиграф. «О пользе алкоголизма» был впервые опубликован в газете «Гудок» 15 апреля 1925 года за подписью «Михаил». После этого рассказ включался в различные сборники, антологии и собрания сочинений писателя.

## Художественные особенности
По оценке булгаковедов Ивана Назарова и Марины Савранской, в ряде рассказов Булгакова алкоголь выступает самым настоящим социальным злом: «Торговый дом на колёсах», «Пивной рассказ», «Как, истребляя пьянство, председатель транспортников истребил!», «Белобрысова книжка», «Праздник с сифилисом» и других. Назаров и Савранская находили связь между такими антиалкогольными фельетонами, как «Работа достигает 30 градусов» и «О пользе алкоголизма». В первом из них, один из героев делился советом как нужно бить жён. По его мнению, это следует делать (как и пить алкоголь): «Ну, конечно, может у тебя выйти недоразумение с женой, после второй бутылки, скажем. Так не будь же ты ослом. Не тащи ты её за волосы на улицу! Кому это нужно? Баба любит, чтобы её били дома». В фельетоне «О пользе алкоголизма» Булгаков гротескно изобразил обратную ситуацию: непреодолимая любовь к выпивке интерпретировалась не как порок, а как тяжёлая социальная болезнь, требующая сочувствия. Согласно сюжету, председатель поддержал кандидата в местком, который появился на собрании пьяным. В качестве агитации оратор, сославшись на авторитетов и фольклор, поведал собравшимся о пользе алкоголизма: «И настолько увлекательно говорил лектор, что несколько человек выбежали из зала — чтобы успеть в пивную до закрытия».

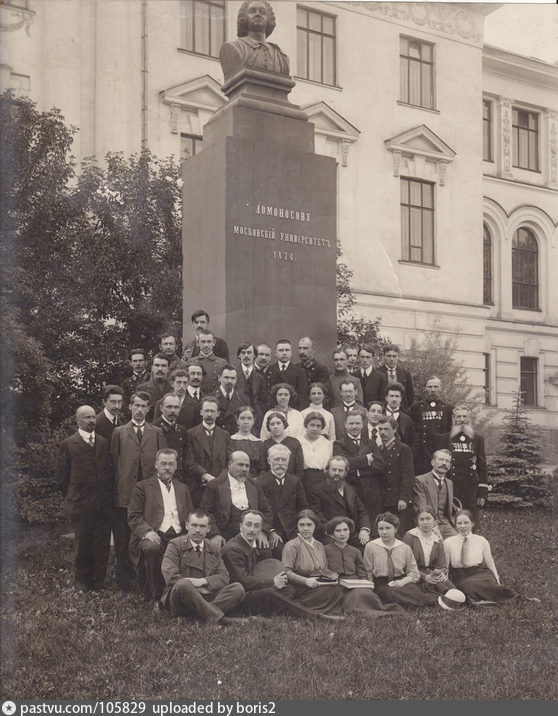
Группа студентов и преподавателей МГУ перед бюстом Ломоносову во дворе Аудиторного корпуса на Моховой улице, 1913

Биограф Булгакова Юрий Виленский отмечал, что темы алкоголизма в качестве сатиры на бескультурье и хамство, неоднократно возникали в фельетонах писателя. Несмотря на недостатки этих рассказов, в них имеются и достоинства, так как «дарование писателя, его наблюдательность, прекрасное перо публициста отразились и в малых сатирах, уже тогда выделяя их в газетном половодье». Ирония в рассказе «О пользе алкоголизма» не заострена до предела, а герои и происходящее «скорее вызывают улыбку». Однако Виленский отметил сходство сюжета с позднейшими советскими реалиями, в частности, с содержанием «Книги о вкусной и здоровой пище» (1952), где в качестве «руководящей» линии указывалось: «Весело стало жить, значит и выпить можно, но выпить так, чтобы рассудка не терять и не во вред здоровью». Несмотря на то, что рассказ основан на конкретном событии, он в то же время свидетельствует о более широком явлении — проблеме пьянства, «о том, что попустительство это давнее, усугублявшееся беспомощной пропагандой и пошлыми сентенциями». К тому же порядку Виленский отнёс более позднюю сатирическую миниатюру Аркадия Райкина «Борьба с проклятой», что указывает на постоянную повестку темы алкоголизма в советское время. Литературовед Константин Трунин выразил сатирическую тему фельетонов «О пользе пьянства» и «Свадьба с секретарями», высмеивающих пороки людей, следующим образом: «Подумаешь, человек пьёт, порою спиваясь. Бывали на Руси люди, коим за пьянство памятник поставили. Не совсем за пьянство, конечно, они всего лишь сильно выпить любили. Читатель желает узнать имя героя? Ломоносов! Любил пить, памятник поставили. Чем не пример для следования по его пути?».
Кандидат филологических наук Ольга Казьмина, отметив справедливость идеи литературоведа Евгения Яблокова о том, что для поэтики Булгакова присуще совмещение «архитипичности» с заострённой «фельетонностью», писала, что даже в сатирических рассказах, обличающих бескультурье и пьянство современников, писатель привносит мифопоэтические символы. Так, она соотнесла сюжет «О пользе пьянства» и таким образцом сатирической древнерусской литературы как «Повесть о бражнике» («Сказание о некоем бражнике премудрем», «Слово речено о бражнике, како вниде в рай Божий» и т. п.). Её главный герой всю жизнь беспробудно пил, но никогда не забывал возблагодарить Бога: «…и за всяком корцом имя Господне прославлял». После смерти он оказался у дверей рая, но туда его не пускали из-за осуждаемого греховного пьянства. Ему удаётся всё-таки попасть на небеса, объяснив апостолам Петру и Иоанну Богослову, библейским царям Давиду и Соломону, святому Николаю Мирликийскому, что даже они, великие грешники, сумели вымолить себе место в раю. А он совершил ещё меньшие прегрешения, так как у него грехи не так уж и велики, а его поведение даже заслуживает известного одобрения за восхваление Бога. В итоге Иоанн Богослов согласился с его просьбой и разрешил бражнику занять место в раю. По оценке Казьминой: «Тем самым герой не просто отстаивает свое право быть в раю, он, по сути, и попадает в рай только по причине того, что бражничал». Подобная ситуация содержится и в фельетоне «О пользе алкоголизма», в котором она усмотрела «карнавальную пародию» на древнерусскую повесть, в духе понятия «parodia sacra» («священная пародия»), введённого Михаилом Бахтиным. Так, известный алкоголик Микула пришёл пьяным на выборы в местком (уподобление земного рая в «Повести о бражнике»), и члены организации требовали его удалить (как это делали святые и апостолы в отношении бражника). В обоих случаях благодаря красноречию «оппонентов» удалось убедить в том, что «пьянство — это не грех и не порок». Пьяница был избран в «желанный» местком, что в данном случае объясняется любовью к выпивке. По мнению исследователя, в данном случае у Булгакова имеет место приём карнавальной «обратности», характерный для его произведений. Кроме того, в тексте фельетона непосредственно употребляется слово «рай». Булгаковед Виктор Лосев указывал на библейский мотивы фельетона в следующем описании: «Масса застыла, как соляной столб». Согласно Библии, во времена Авраама Содом был цветущим и богатым городом, но его жители «были злы и весьма грешны» (Быт. 13:13), что навлекает на себя гнев Бога. Перед разрушением небесным огнём от общей гибели спаслось только семейство Лота, которое из города вывели два ангела. По дороге жена Лота нарушила указания и обернулась, в результате чего превратилась в соляной столб (Быт. 19:9—26).
Лосев выявил ещё несколько пародийных аллюзий-перифраз. Обращение «Я представитель! И если он — Волна! А масса вы — Советская Россия, То учк не может быть не возмущен, Когда возмущена стихия!» он связал с текстом стихотворения поэта Якова Полонского «В альбом К. Ш…» (1865). Это цитата относится к следующим стихам: «Писатель, — если только он // Волна, а океан — Россия, Не может быть не возмущён, Когда возмущена стихия». Однако, по мнению Лосева, только этим Булгаков в данном случае не ограничился, видимо намекая на второе (заключительное) четверостишие Полонского: «Писатель, если только он // Есть нерв великого народа, // Не может быть не поражён, Когда поражена свобода». В тексте содержится ещё одна цитата, отсылающая к другому классическому стихотворению. Её также произносит председатель в ответ на волнения в зале: «—О чём шумите вы, народные витии?!». Она является дословным повторением начала стихотворения Александра Пушкина «Клеветникам России» (1831), в котором, однако, отсутствует вопросительный знак.
Для творчества Булгакова нехарактерно частое использование пословиц и поговорок. Кандидат филологических наук Ольга Дергилёва рассмотрела вопросы стилистики Булгакова относительно цитирования им таких выражений, которые приобретали у него сатирическое и юмористическое значение. Благодаря их литературной модификации, в текст привносилась многоплановость и многомерность. По её мнению, рассказ «О пользе алкоголизма» является характерным примером использования в пределах одного контекста сразу несколько паремий. Так, в фельетоне защитник Микулы приводит целый ряд «цитат» на алкогольную тему исторических персонажей, а затем переходит к пословицам: «Пьяному море по колено», «Что у трезвого на уме, то у пьяного на языке», «Не вино пьянит человека, а время», «Не в свои сани не садись». После этого он обращается к аудитории, спрашивая какие есть ещё? В ответ раздалось: «Чай не водка, много не выпьешь!», а он продолжил: «Верно, мерси. „Разве с полведра напьешься?“, „Курица, и та пьёт“, „И пить — умереть, и не пить — умереть“…». По наблюдению Дергилёвой, такой абсурдный разговор привёл к тому, что народ выбрал на ответственную должность алкоголика.